# Кекур (Ирбитское муниципальное образование)
Кекур — деревня в Ирбитском муниципальном образовании Свердловской области России.

## География
Деревня Кекур находится в полукилометре к востоку-юго-востоку от города Ирбита, на правом берегу протоки Старицы, на реке Нице. В окрестностях деревни расположен ботанический природный памятник Кекурский вязовник площадью 0,3 квадратных километра.

## Население
| 2002 | 2010 | 2021 |
| ---- | ---- | ---- |
| 354  | ↗361 | ↗362 |